# Беркофф, Кэтрин
Кэтрин Беркофф (англ. Katharine Berkoff; род. 28 января 2001, Мизула, Монтана) — американская пловчиха, специализирующаяся на плавании на спине. Олимпийская чемпионка 2024 года, бронзовый призёр Олимпийских игр 2024 года, семикратная чемпионка мира (три раза в 50-метровых бассейнах и четыре раза в 25-метровых).

## Карьера
Выступала на летней Универсиаде 2019 года в Неаполе, где победила на двух дистанциях: 100 метров на спине и в комбинированной эстафете 4 по 100 метров.
В декабре 2021 года на чемпионате мира по плаванию на короткой воде в Абу-Даби завоевала 6 медалей разного достоинства: две золотые медали, участвуя в эстафетах вольным стилем; помимо этого получила три серебряные медали и одну бронзовую.
На чемпионате мира 2022 года, который проходил в Будапеште, стала серебряным призёром на дистанции 50 метров на спине.
На чемпионате мира 2023 года в Фукуоке завоевала 3 медали разного достоинства, включая одно золото в комбинированной эстафете.
В 2024 году на летних Олимпийских играх в Париже в составе американской комбинированной эстафетной четвёрки выиграла золотую медаль. Также завоевала бронзу на дистанции 100 метров на спине.
На чемпионате мира 2024 года в 25-метровом бассейне, в Будапеште, завоевала 5 медалей, в том числе две золотых в эстафетных заплывах, две серебряные в индивидуальных заплывах на спине на дистанциях 50 и 100 метров.
в 2025 году на чемпионате мира в Сингапуре стала победительницей на дистанции 50 метров на спине. 